# Merklínský javor
Merklínský javor je památný strom javor klen (Acer pseudoplatanus), který roste v Krušných horách na zahradě pensionu pro důchodce v Merklíně v okrese Karlovy Vary v Karlovarském kraji. Strom má vysoký přímý kmen, pravidelnou úzkou korunu tvoří dlouhé, vysoko nasazené kosterní větve.
Koruna stromu sahá do výšky 25 m, obvod kmene měří 320 cm (měření 2016).
Strom je chráněn od roku 2016 jako esteticky zajímavý strom s významným vzrůstem a historicky důležitý hraniční strom.

## Stromy v okolí
- Winklerův jasan
- Mariánská lípa
- Lípy u kapličky